# Partit per a la Legalització del Cànnabis d'Aotearoa
El Partit per a la Legalització del Cànnabis d'Aotearoa (en anglès: Aotearoa Legalise Cannabis Party; ALCP) és un partit polític neozelandès sense representació parlamentària. Va ser fundat el 1996 i advoca a favor de la legalització i/o descriminilització de l'ús del cànnabis. La llei neozelandesa actual classifica el cànnabis com una droga d'alt risc.

## Resultats electorals
| Eleccions | Vots pel partit | Percentatge de vots | Nombre d'escons guanyats | Nombre d'escons totals |
| --------- | --------------- | ------------------- | ------------------------ | ---------------------- |
| 1996      | 34.398          | 1,66%               | 0                        | 120                    |
| 1999      | 22.687          | 1,10%               | 0                        | 120                    |
| 2002      | 12.987          | 0,64%               | 0                        | 120                    |
| 2005      | 5.748           | 0,25%               | 0                        | 121                    |
| 2008      | 9.515           | 0,41%               | 0                        | 122                    |
| 2011      | 11.738          | 0,52%               | 0                        | 121                    |

## Líders
|   | Líder           | Termini         |
| - | --------------- | --------------- |
| 1 | Michael Appleby | 1996-2013       |
| 2 | Julian Crawford | 2013-actualitat |